# Fayu (lud)
Fayu – grupa etniczna zamieszkująca obszary bagienne w prowincji Papua w Indonezji. Podczas pierwszego spotkania z Europejczykami grupa liczyła około 400 ludzi. Liczba ta zmniejszyła się z około 2000 z powodu konfliktów wewnątrz grupy. Fayu żyją zazwyczaj w pojedynczych rodzinnych grupach, gromadząc się raz lub dwa razy do roku w celu wymiany kobiet do małżeństwa. Dotychczas ukazały się dwie książki opisujące życie pośród Fayu. Pierwszą z nich napisała Sabine Kuegler, która spędziła z nimi większość swojego dzieciństwa. Fayu są również wspomnieni w książce Strzelby, zarazki, maszyny Jarada Diamonda.
Posługują się językiem fayu z rodziny języków Równiny Jezior. Wśród najmłodszego pokolenia preferowany jest język indonezyjski.
Obecnie liczba Fayu wynosi około 1470, z czego większość to chrześcijanie. Użytkownicy języka fayu zamieszkują wieś Foida (dystrykt Kirihi, kabupaten Waropen) oraz kilka pobliskich miejscowości (Otodemo, Dirou, Kawari, Dairi, Subohiri).